# عقبة بن الحجاج السلولي
عقبة بن الحجاج السلولي من بني عامر بن صعصعة من هوازن والي الأندلس بتكليف من عبيد الله بن الحبحاب والي الدولة الأموية على مصر وما ورائها غربًا في شوال 116 هـ. وقد خيَّره ابن الحبحاب في أن يلي ما شاء من ولايته، فاختار الأندلس لأنها أرض جهاد.

## ولايته
خلال ولايته، شن عقبة حملات سنوية على المناطق الشمالية، فسيطر على جليقية وبنبلونة وأسكنها المسلمين. ولم يبق بجليقية سوى الصخرة التي اجتمع عندها 300 رجل على رجل منهم يدعى بلاي، حاصرهم المسلمون وضيّقوا عليهم حتى لم قلّ عددهم إلى الثلاثين، ولم يجدوا ما يقتاتون به سوى عسل الجبال، فانصرفوا عنهم احتقارًا لشأنهم.
كما غزا بلاد الإفرنج، بعد أن ثبَّت أقدام المسلمين في بروفنس، وأقام فيها الحاميات وحشدها بالمقاتلة، حتى بلغت سكنى المسلمين أربونة. ثم سار بجيوشه فاستولى على دوفينيه، دمر مدينة سان بول [الإنجليزية] واحتل فالينس وفيين، وأعاد افتتاح ليون واتخذها قاعدة لمهاجمة بورغونية، حتى بلغت إلى بيدمونت بشمال إيطاليا. فحشد شارل مارتل الجيوش لمقاومته، فحاصر أفينيون وانتزعها من المسلمين، ثم هاجم أربونة وحاصرها وخرب أجزاء كثيرة منها دون أن يستطيع انتزاعها من المسلمين، فثارت ثائرة عقبة، فحشد جيشه وحصن أربونة وعمرها بالمجاهدين، ثم أعاد فتح بروفانس ودوفينيه وليون، وبلغت جيوشه جنوة وبورغونية وجبال الڤوسچ في شمال شرق فرنسا.
وقد ظل عقبة في ولايته إلى صفر عام 123 هـ، حينما خلعه عبد الملك بن قطن مستغلاً ثورة البربر بقيادة ميسرة المطغري على الأمويين في المغرب، وانقطاع صلة عقبة مع دولته.
يعتبر عقبة بن الحجاج السلولي أخر القادة الفاتحين للجنوب الفرنسي آخر الولاة الأقوياء في الاندلس.

## شخصيته
قال عنه ابن عذارى: «أقام عقبة بالأندلس بأحسن سيرة وأجملها، وأعظم طريقة وأعدلها.». وروى أنه كان يعرض الإسلام على الأسرى، فأسلم على يديه ألف أسير. وقد وصفه المقري بأنه: «كان محمودَ السيرة، مجاهدًا مظفَّرًا.»